# Hoppy Serves a Writ
Hoppy Serves a Writ è un film del 1943 diretto da George Archainbaud.
È un western statunitense con William Boyd e Andy Clyde. Fa parte della serie di film western incentrati sul personaggio di Hopalong Cassidy (interpretato da Boyd) creato nel 1904 dallo scrittore Clarence E. Mulford. È basato sul romanzo del 1941 Hopalong Serves a Writ di Mulford.

## Produzione
Il film, diretto da George Archainbaud su una sceneggiatura di Gerald Geraghty e un soggetto di Clarence E. Mulford, fu prodotto da Harry Sherman. tramite la Harry Sherman Productions e girato nelle Alabama Hills a Lone Pine e a Kernville, in California. Il titolo di lavorazione fu Texas Law.

## Distribuzione
Il film fu distribuito negli Stati Uniti dal 12 marzo 1943 al cinema dalla United Artists.
Altre distribuzioni:
- in Australia il 23 settembre 1943
- in Svezia il 20 marzo 1944 (Överfallet på diligensen)
- in Portogallo il 19 novembre 1945 (Justiça a Murro)
- in Danimarca il 31 marzo 1954 (Arizona sheriffen)
- in Argentina (Mantengo el Orden)
- in Brasile (Mantenho a Ordem)